# 필립스 레코드

필립스 레코드(Philips Records)는 네덜란드의 레코드 레이블이다. 필립스에 의해 1950년에 설립되었다.